# 天津市戒毒管理局
天津市戒毒管理局，前身为天津市劳动教养工作管理局，是中华人民共和国天津市人民政府主管天津全市强制隔离戒毒、戒毒康复、轻刑罪犯教育矫治工作的部门管理机构，现由天津市司法局管理。

## 机构设置

### 直属机构
- 天津市青泊洼强制隔离戒毒所（天津市青泊洼戒毒康复所）（坐落于西青区）
- 天津市板桥强制隔离戒毒所（坐落在滨海新区）
- 天津市女子强制隔离戒毒所（坐落在滨海新区）
- 天津市港南强制隔离戒毒所
- 天津市梅江强制隔离戒毒所
- 天津市双口教育矫治所（坐落在北辰区）
- 天津市滨海教育矫治所（坐落在滨海新区）
- 天津市渔山教育矫治所（坐落在蓟县）[1]